# Коприва (Сежана)
Коприва (словен. Kopriva) — поселення в общині Сежана, Регіон Обално-крашка, Словенія. Висота над рівнем моря: 283 м.